# Liste des membres du conseil régional du Nord-Pas-de-Calais de 2010 à 2015
Pour les articles homonymes, voir Liste des membres du conseil régional du Nord-Pas-de-Calais.
Le Conseil régional du Nord-Pas-de-Calais est renouvelé lors de l'Élection régionale de 2010 en Nord-Pas-de-Calais.
Ses membres ont été élus pour 4 ans au départ, mais il a été ensuite ralongé à 5 ans, jusqu'en 2015. Voici la liste présentant les élus en 2010 par listes et par départements.

## Conseil issu des élections de 2010

### Élus

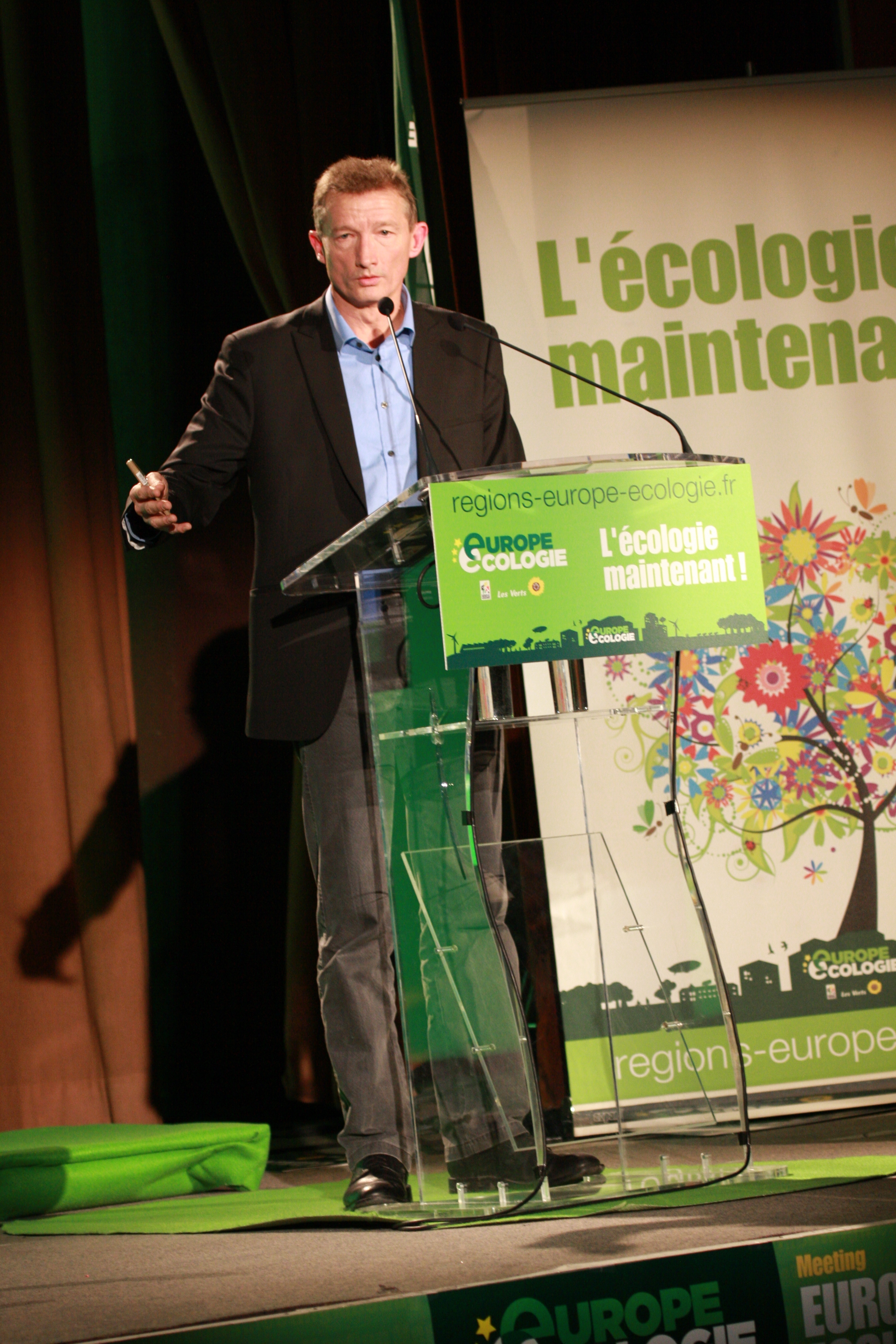
Jean-François Caron.

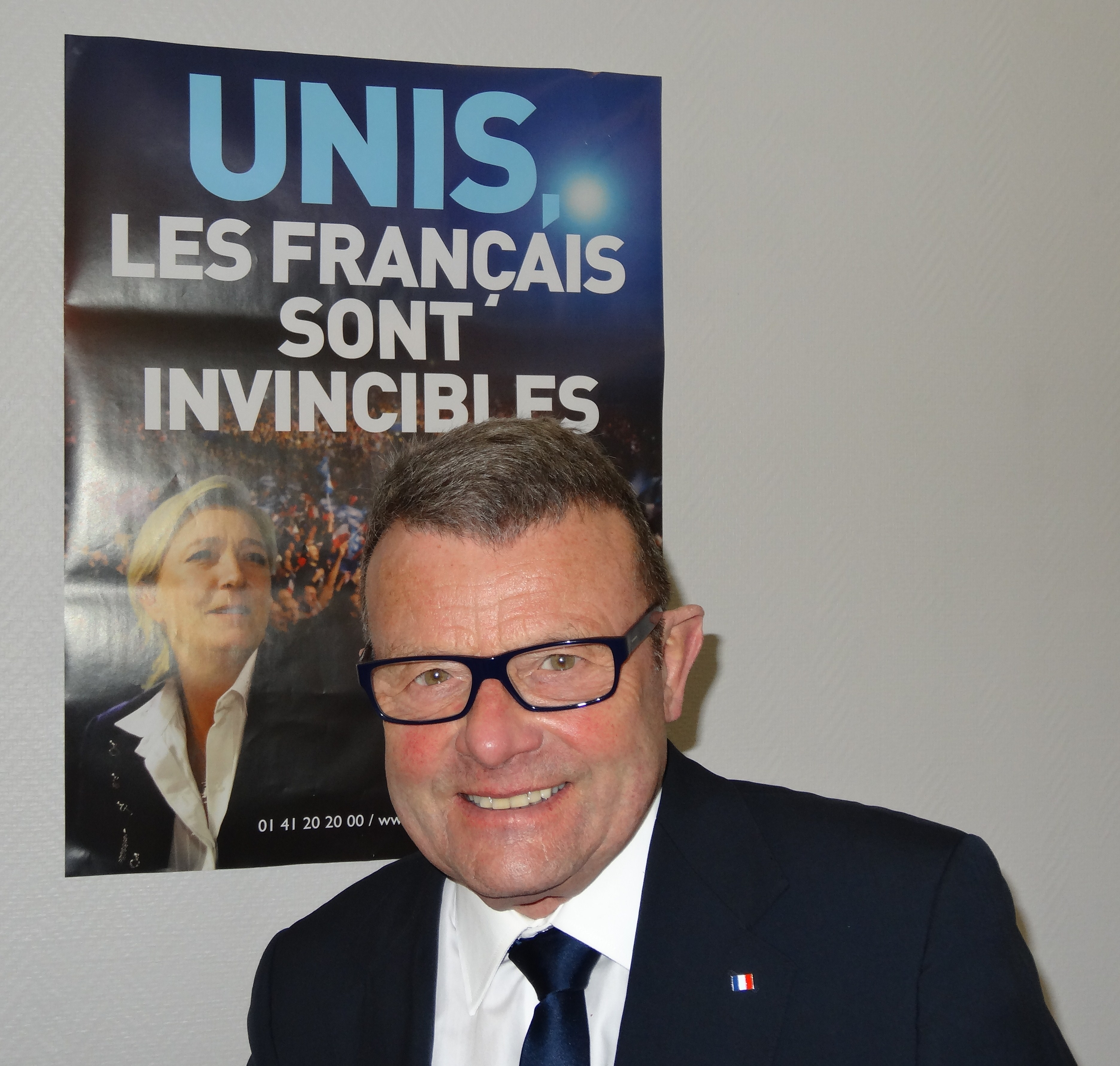
Guy Cannie.

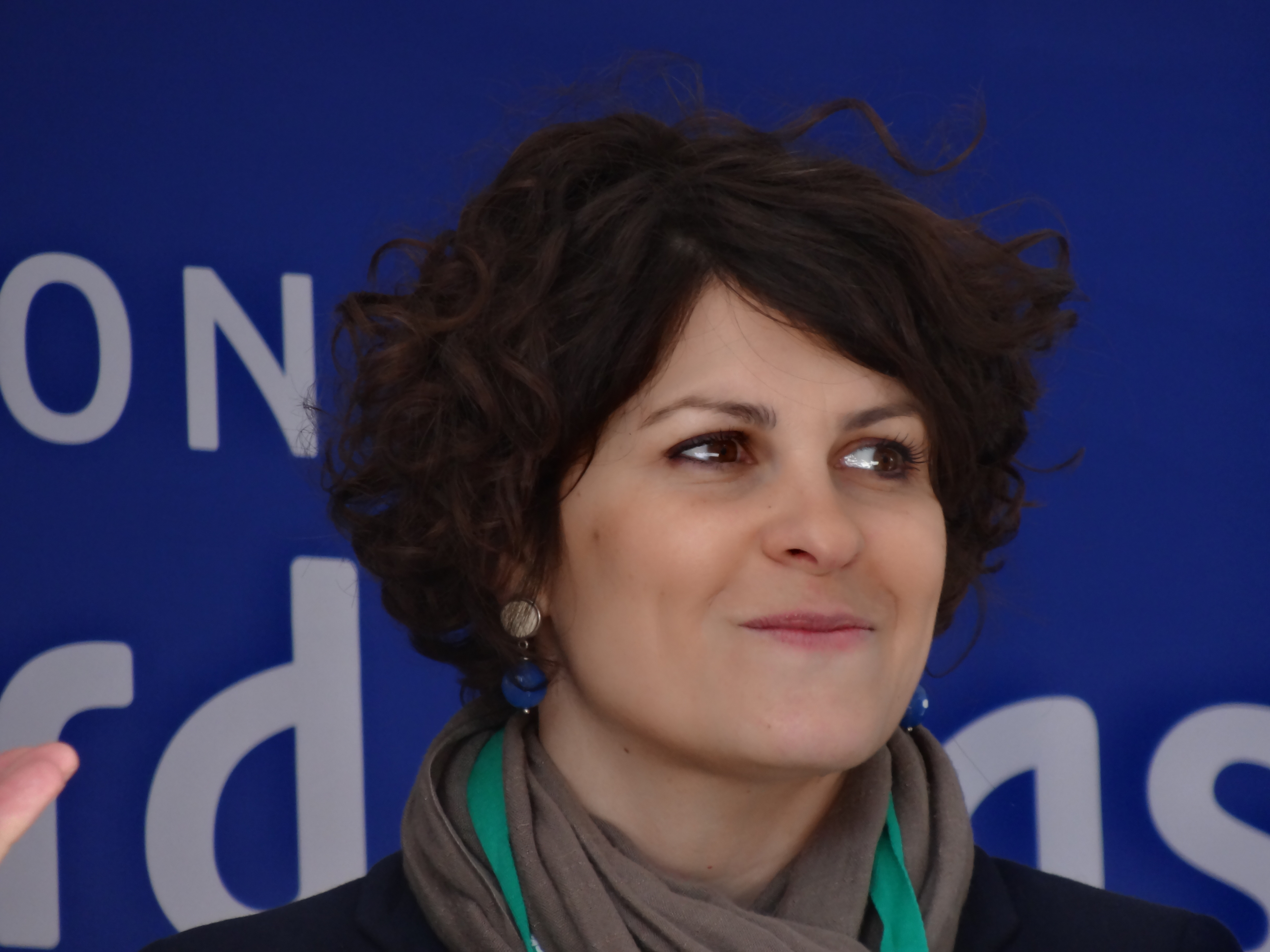
Hélène Parra.

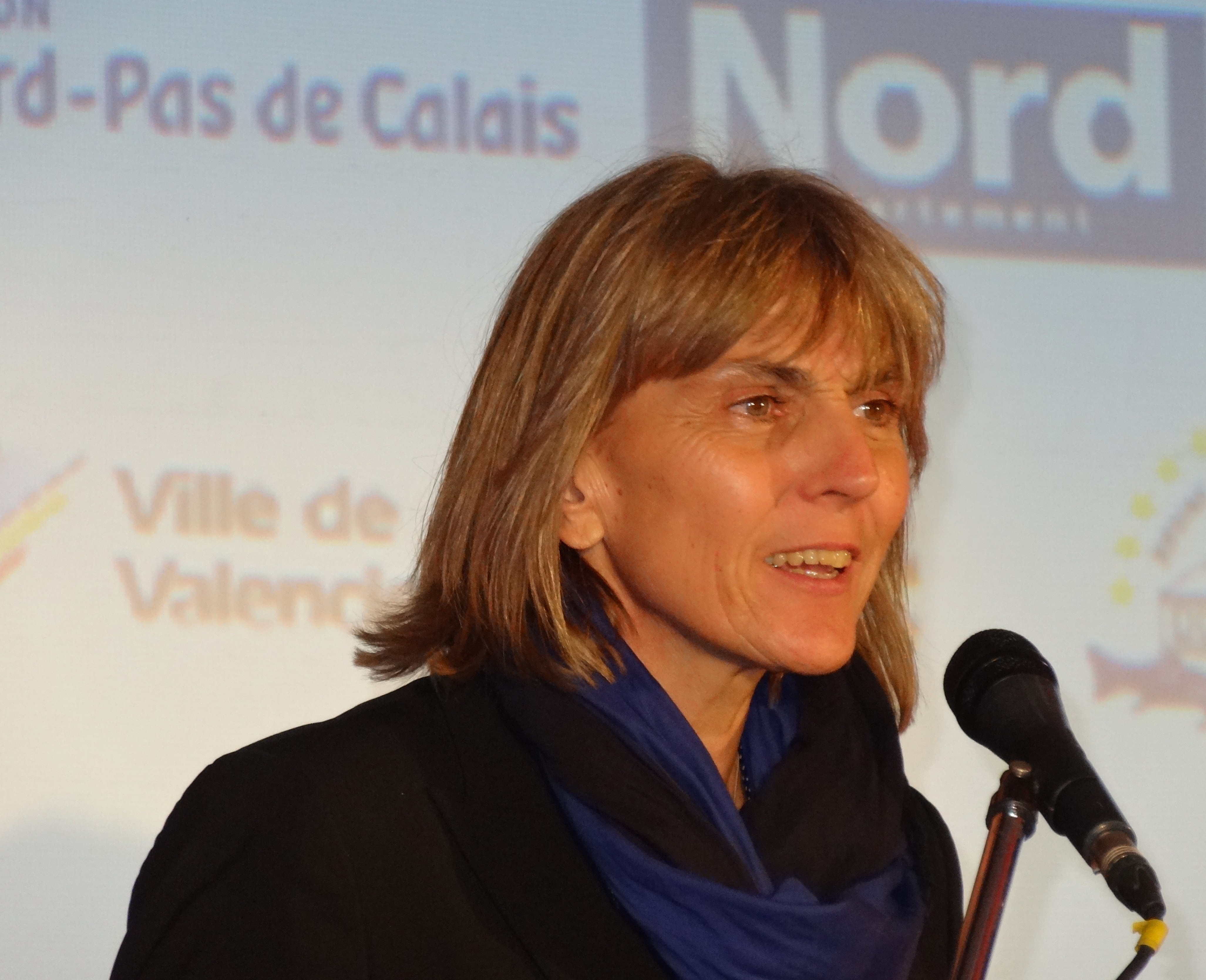
Valérie Létard.

| Département   |  | Nom                        | N° | Liste                   | Groupe                                                  | Parti    |
| ------------- |  | -------------------------- | -- | ----------------------- | ------------------------------------------------------- | -------- |
| Nord          |  | Pierre de Saintignon       | 01 | Union de la gauche      | Socialiste, Citoyen et Radical                          | PS       |
| Nord          |  | Asya Guettaf               | 02 | Union de la gauche      | Socialiste, Citoyen et Radical                          | PS       |
| Nord          |  | Alain Bruneel              | 03 | Union de la gauche      | Communiste, Parti de Gauche et Unitaires                | FG (PCF) |
| Nord          |  | Majdouline Sbaï            | 04 | Union de la gauche      | Europe Écologie - Les Verts                             | EELV     |
| Nord          |  | Bernard Roman              | 05 | Union de la gauche      | Socialiste, Citoyen et Radical                          | PS       |
| Nord          |  | Delphine Bataille          | 06 | Union de la gauche      | Socialiste, Citoyen et Radical                          | PS       |
| Nord          |  | Éric Corbeaux              | 07 | Union de la gauche      | Communiste, Parti de Gauche et Unitaires                | FG (PCF) |
| Nord          |  | Sandrine Rousseau          | 08 | Union de la gauche      | Europe Écologie - Les Verts                             | EELV     |
| Nord          |  | Dominique Bailly           | 09 | Union de la gauche      | Socialiste, Citoyen et Radical                          | PS       |
| Nord          |  | Christine Batteux-Dehoux   | 10 | Union de la gauche      | Socialiste, Citoyen et Radical                          | PS       |
| Nord          |  | Laurent Matejko            | 11 | Union de la gauche      | Communiste, Parti de Gauche et Unitaires                | FG (PG)  |
| Nord          |  | Hélène Parra               | 12 | Union de la gauche      | Socialiste, Citoyen et Radical                          | PS       |
| Nord          |  | Patrick Tillie             | 13 | Union de la gauche      | Europe Écologie - Les Verts                             | EELV     |
| Nord          |  | Françoise Dal              | 14 | Union de la gauche      | Socialiste, Citoyen et Radical                          | MRC      |
| Nord          |  | Jean-Claude Dulieu         | 15 | Union de la gauche      | Communiste, Parti de Gauche et Unitaires                | FG (PCF) |
| Nord          |  | Marie-Claude Marchand      | 16 | Union de la gauche      | Parti de Gauche                                         |          |
| Nord          |  | Emmanuel Cau               | 17 | Union de la gauche      | Europe Écologie - Les Verts                             | EELV     |
| Nord          |  | Olfa Laforce-Ben Abdennebi | 18 | Union de la gauche      | Socialiste, Citoyen et Radical                          | PS       |
| Nord          |  | Michel-François Delannoy   | 19 | Union de la gauche      | Socialiste, Citoyen et Radical                          | PS       |
| Nord          |  | Marielle Cuvelier          | 20 | Union de la gauche      | Communiste, Parti de Gauche et Unitaires                | FG (PCF) |
| Nord          |  | Wulfran Despicht           | 21 | Union de la gauche      | Socialiste, Citoyen et Radical                          | PS       |
| Nord          |  | Janine Petit               | 22 | Union de la gauche      | Europe Écologie - Les Verts                             | EELV     |
| Nord          |  | René Vandierendonck        | 23 | Union de la gauche      | Socialiste, Citoyen et Radical                          | PS       |
| Nord          |  | Valérie Pringuez           | 24 | Union de la gauche      | Communiste, Parti de Gauche et Unitaires                | FG (DVG) |
| Nord          |  | Michaël Moglia             | 25 | Union de la gauche      | Socialiste, Citoyen et Radical                          | PS       |
| Nord          |  | Myriam Cau                 | 26 | Union de la gauche      | Europe Écologie - Les Verts                             | EELV     |
| Nord          |  | Éric Rommel                | 27 | Union de la gauche      | Socialiste, Citoyen et Radical                          | PRG      |
| Nord          |  | Annick Mattighello         | 28 | Union de la gauche      | Communiste, Parti de Gauche et Unitaires                | FG (PCF) |
| Nord          |  | Rudy Elegeest              | 29 | Union de la gauche      | Socialiste, Citoyen et Radical                          | DVG      |
| Nord          |  | Catherine De Paris         | 30 | Union de la gauche      | Socialiste, Citoyen et Radical                          | PS       |
| Nord          |  | Paulo-Serge Lopes          | 31 | Union de la gauche      | Europe Écologie - Les Verts                             | EELV     |
| Nord          |  | Corinne Donnaint           | 32 | Union de la gauche      | Communiste, Parti de Gauche et Unitaires                | FG (PCF) |
| Nord          |  | Damien Carême              | 33 | Union de la gauche      | Europe Écologie - Les Verts                             | EELV     |
| Nord          |  | Pascale Pavy               | 34 | Union de la gauche      | Socialiste, Citoyen et Radical                          | PS       |
| Nord          |  | Dominique Plancke          | 35 | Union de la gauche      | Europe Écologie - Les Verts                             | EELV     |
| Nord          |  | Nicole Taquet-Leroy        | 36 | Union de la gauche      | Communiste, Parti de Gauche et Unitaires                | FG (GU)  |
| Nord          |  | Sylvain Stanesco           | 37 | Union de la gauche      | Socialiste, Citoyen et Radical                          | DVG      |
| Nord          |  | Rachida Sahraoui           | 38 | Union de la gauche      | Socialiste, Citoyen et Radical                          | PRG      |
| Nord          |  | Claude Nicolet             | 39 | Union de la gauche      | Socialiste, Citoyen et Radical                          | MRC      |
| Nord          |  | Francine Herbaut-Dhauptain | 40 | Union de la gauche      | Europe Écologie - Les Verts                             | MEI      |
| Nord          |  | Michel Autès               | 41 | Union de la gauche      | Communiste, Parti de Gauche et Unitaires                | FG (DVG) |
| Nord          |  | Joëlle Crockey             | 42 | Union de la gauche      | Socialiste, Citoyen et Radical                          | PS       |
| Nord          |  | Sylvain Estager            | 43 | Union de la gauche      | Europe Écologie - Les Verts                             | EELV     |
| Nord          |  | Delphine Castelli          | 44 | Union de la gauche      | Communiste, Parti de Gauche et Unitaires                | FG (PCF) |
| Nord          |  | Valérie Létard             | 01 | Majorité présidentielle | L'Opposition régionale                                  | NC       |
| Nord          |  | Jean-Pierre Bataille       | 02 | Majorité présidentielle | L'Opposition régionale                                  | UMP      |
| Nord          |  | Marie-Sophie Lesne         | 03 | Majorité présidentielle | L'Opposition régionale                                  | UMP      |
| Nord          |  | Yves Coupé                 | 04 | Majorité présidentielle | L'Opposition régionale                                  | NC       |
| Nord          |  | Florence Bariseau          | 05 | Majorité présidentielle | L'Opposition régionale                                  | UMP      |
| Nord          |  | Jacques Vernier            | 06 | Majorité présidentielle | L'Opposition régionale                                  | UMP      |
| Nord          |  | Brigitte Astruc            | 07 | Majorité présidentielle | L'Opposition régionale                                  | UMP      |
| Nord          |  | Sébastien Leprêtre         | 08 | Majorité présidentielle | L'Opposition régionale                                  | UMP      |
| Nord          |  | Joëlle Longueval           | 09 | Majorité présidentielle | L'Opposition régionale                                  | UMP      |
| Nord          |  | Patrick Masclet            | 10 | Majorité présidentielle | L'Opposition régionale                                  | UMP      |
| Nord          |  | Jacqueline Gabant          | 11 | Majorité présidentielle | L'Opposition régionale                                  | UMP      |
| Nord          |  | Gérald Darmanin            | 12 | Majorité présidentielle | L'Opposition régionale                                  | UMP      |
| Nord          |  | Joëlle Cottenye-Fastier    | 13 | Majorité présidentielle | L'Opposition régionale                                  | NC       |
| Nord          |  | Laurent Degallaix          | 14 | Majorité présidentielle | L'Opposition régionale                                  | PR       |
| Nord          |  | Isabelle Piérard           | 15 | Majorité présidentielle | L'Opposition régionale                                  | UMP      |
| Nord          |  | Éric Dillies               | 01 | Front national          | Front national-Rassemblement pour le Nord-Pas-de-Calais | FN       |
| Nord          |  | Françoise Coolzaet         | 02 | Front national          | Front national-Rassemblement pour le Nord-Pas-de-Calais | FN       |
| Nord          |  | Guy Cannie                 | 03 | Front national          | Front national-Rassemblement pour le Nord-Pas-de-Calais | FN       |
| Nord          |  | Stéphanie Koca             | 04 | Front national          | Front national-Rassemblement pour le Nord-Pas-de-Calais | FN       |
| Nord          |  | Bruno Bilde                | 05 | Front national          | Front national-Rassemblement pour le Nord-Pas-de-Calais | FN       |
| Nord          |  | Sylvie Goddyn              | 06 | Front national          | Front national-Rassemblement pour le Nord-Pas-de-Calais | FN       |
| Nord          |  | Jean-Richard Sulzer        | 07 | Front national          | Front national-Rassemblement pour le Nord-Pas-de-Calais | FN       |
| Nord          |  | Virginie Vanwaes           | 08 | Front national          | Front national-Rassemblement pour le Nord-Pas-de-Calais | FN       |
| Nord          |  | Philippe Eymery            | 09 | Front national          | Front national-Rassemblement pour le Nord-Pas-de-Calais | FN       |
| Nord          |  | Nathalie Acs               | 10 | Front national          | Front national-Rassemblement pour le Nord-Pas-de-Calais | FN       |
| Pas-de-Calais |  | Daniel Percheron           | 01 | Union de la gauche      | Socialiste, Citoyen et Radical                          | PS       |
| Pas-de-Calais |  | Catherine Génisson         | 02 | Union de la gauche      | Socialiste, Citoyen et Radical                          | PS       |
| Pas-de-Calais |  | Jean-François Caron        | 03 | Union de la gauche      | Europe Écologie - Les Verts                             | EELV     |
| Pas-de-Calais |  | Cathy Apourceau-Poly       | 04 | Union de la gauche      | Communiste, Parti de Gauche et Unitaires                | FG (PCF) |
| Pas-de-Calais |  | Alain Wacheux              | 05 | Union de la gauche      | Socialiste, Citoyen et Radical                          | PS       |
| Pas-de-Calais |  | Cécile Bourdon             | 06 | Union de la gauche      | Socialiste, Citoyen et Radical                          | PS       |
| Pas-de-Calais |  | Bruno Magnier              | 07 | Union de la gauche      | Socialiste, Citoyen et Radical                          | PS       |
| Pas-de-Calais |  | Régine Splingard           | 08 | Union de la gauche      | Socialiste, Citoyen et Radical                          | PS       |
| Pas-de-Calais |  | Philippe Kemel             | 09 | Union de la gauche      | Socialiste, Citoyen et Radical                          | PS       |
| Pas-de-Calais |  | Catherine Bourgeois        | 10 | Union de la gauche      | Europe Écologie - Les Verts                             | EELV     |
| Pas-de-Calais |  | Bertrand Péricaud          | 11 | Union de la gauche      | Communiste, Parti de Gauche et Unitaires                | FG (PCF) |
| Pas-de-Calais |  | Jacqueline Maquet          | 12 | Union de la gauche      | Socialiste, Citoyen et Radical                          | PS       |
| Pas-de-Calais |  | Jean-Marie Alexandre       | 13 | Union de la gauche      | Socialiste, Citoyen et Radical                          | MRC      |
| Pas-de-Calais |  | Dominique Rembotte         | 14 | Union de la gauche      | Socialiste, Citoyen et Radical                          | PS       |
| Pas-de-Calais |  | Jean-Louis Robillard       | 15 | Union de la gauche      | Europe Écologie - Les Verts                             | EELV     |
| Pas-de-Calais |  | Brigitte Passebosc         | 16 | Union de la gauche      | Communiste, Parti de Gauche et Unitaires                | FG (PCF) |
| Pas-de-Calais |  | Yann Capet                 | 17 | Union de la gauche      | Socialiste, Citoyen et Radical                          | PS       |
| Pas-de-Calais |  | Jacqueline Fauth           | 18 | Union de la gauche      | Socialiste, Citoyen et Radical                          | PS       |
| Pas-de-Calais |  | Vincent Léna               | 19 | Union de la gauche      | Socialiste, Citoyen et Radical                          | PS       |
| Pas-de-Calais |  | Nicole Knecht              | 20 | Union de la gauche      | Europe Écologie - Les Verts                             | EELV     |
| Pas-de-Calais |  | Jean Haja                  | 21 | Union de la gauche      | Communiste, Parti de Gauche et Unitaires                | FG (PCF) |
| Pas-de-Calais |  | Nadine Lefebvre            | 22 | Union de la gauche      | Socialiste, Citoyen et Radical                          | PS       |
| Pas-de-Calais |  | Olivier Barbarin           | 23 | Union de la gauche      | Socialiste, Citoyen et Radical                          | PS       |
| Pas-de-Calais |  | Annie Van Cortenbosch      | 24 | Union de la gauche      | Socialiste, Citoyen et Radical                          | PS       |
| Pas-de-Calais |  | Pierre Georget             | 25 | Union de la gauche      | Socialiste, Citoyen et Radical                          | PRG      |
| Pas-de-Calais |  | Christelle Fauchet         | 26 | Union de la gauche      | Socialiste, Citoyen et Radical                          | PS       |
| Pas-de-Calais |  | Michel Hecquet             | 27 | Union de la gauche      | Europe Écologie - Les Verts                             | MEI      |
| Pas-de-Calais |  | Laurence Sauvage           | 28 | Union de la gauche      | Communiste, Parti de Gauche et Unitaires                | FG (PG)  |
| Pas-de-Calais |  | Christophe Pilch           | 29 | Union de la gauche      | Socialiste, Citoyen et Radical                          | PS       |
| Pas-de-Calais |  | André Flajolet             | 01 | Majorité présidentielle | L'Opposition régionale                                  | UMP      |
| Pas-de-Calais |  | Natacha Bouchart           | 02 | Majorité présidentielle | L'Opposition régionale                                  | UMP      |
| Pas-de-Calais |  | Philippe Rapeneau          | 03 | Majorité présidentielle | L'Opposition régionale                                  | UMP      |
| Pas-de-Calais |  | Carole Marien              | 04 | Majorité présidentielle | L'Opposition régionale                                  | UMP      |
| Pas-de-Calais |  | François Decoster          | 05 | Majorité présidentielle | L'Opposition régionale                                  | NC       |
| Pas-de-Calais |  | Anne-Sophie Taszarek       | 06 | Majorité présidentielle | L'Opposition régionale                                  | DVD      |
| Pas-de-Calais |  | Jean-François Rapin        | 07 | Majorité présidentielle | L'Opposition régionale                                  | UMP      |
| Pas-de-Calais |  | Marine Le Pen              | 01 | Front national          | Front national-Rassemblement pour le Nord-Pas-de-Calais | FN       |
| Pas-de-Calais |  | Steeve Briois              | 02 | Front national          | Front national-Rassemblement pour le Nord-Pas-de-Calais | FN       |
| Pas-de-Calais |  | Chantal Bojanek            | 03 | Front national          | Front national-Rassemblement pour le Nord-Pas-de-Calais | FN       |
| Pas-de-Calais |  | Freddy Baudrin             | 04 | Front national          | Front national-Rassemblement pour le Nord-Pas-de-Calais | FN       |
| Pas-de-Calais |  | Françoise Vernalde         | 05 | Front national          | Front national-Rassemblement pour le Nord-Pas-de-Calais | FN       |
| Pas-de-Calais |  | Jean-Marc Maurice          | 06 | Front national          | Front national-Rassemblement pour le Nord-Pas-de-Calais | FN       |
| Pas-de-Calais |  | Monique Sgard              | 07 | Front national          | Front national-Rassemblement pour le Nord-Pas-de-Calais | FN       |
| Pas-de-Calais |  | Olivier Delbé              | 08 | Front national          | Front national-Rassemblement pour le Nord-Pas-de-Calais | FN       |

### Répartition des sièges en2010
| Parti | Parti                                                   | Nombre de sièges | %     |
| ----- | ------------------------------------------------------- | ---------------- | ----- |
|       | Parti Socialiste                                        | 34               | 30,09 |
|       | Parti Radical de Gauche                                 | 3                | 02,65 |
|       | Mouvement Républicain et Citoyen                        | 3                | 02,65 |
|       | Divers Gauche                                           | 2                | 01,77 |
|       | Socialiste, Citoyen et Radical                          | 42               | 37,17 |
|       | Parti Communiste Français                               | 11               | 09,73 |
|       | Parti de Gauche                                         | 2                | 01,77 |
|       | Divers Gauche                                           | 2                | 01,77 |
|       | Gauche Unitaire                                         | 1                | 00,88 |
|       | Communiste, Parti de Gauche et Unitaires                | 16               | 14,16 |
|       | Europe Écologie - Les Verts                             | 13               | 11,50 |
|       | Mouvement Écologiste Indépendant                        | 2                | 01,77 |
|       | Europe Écologie - Les Verts                             | 15               | 13,27 |
|       | Union pour un Mouvement Populaire                       | 16               | 14,16 |
|       | Nouveau Centre                                          | 4                | 03,54 |
|       | Parti Radical                                           | 1                | 00,88 |
|       | Divers Droite                                           | 1                | 00,88 |
|       | L'Opposition régionale                                  | 22               | 19,47 |
|       | Front national                                          | 18               | 15,93 |
|       | Front national-Rassemblement pour le Nord-Pas-de-Calais | 18               | 15,93 |

## Modifications en cours de législature

### Nouveaux élus
| Statut         | Département   |  | Nom                      | N° | Raisons              | Date            | Liste                   | Groupe                                                  | Parti    |
| -------------- | ------------- |  | ------------------------ | -- | -------------------- | --------------- | ----------------------- | ------------------------------------------------------- | -------- |
| Démissionnaire | Nord          |  | Virginie Vanwaes         | 08 | Ne désire pas sièger | 22 mars 2010    | Front national          | Front national-Rassemblement pour le Nord-Pas-de-Calais | FN       |
| Remplaçant     | Nord          |  | Paul Lamoitier           | 11 |                      |                 | Front national          | Front national-Rassemblement pour le Nord-Pas-de-Calais | FN       |
| Démissionnaire | Nord          |  | Valérie Létard           | 01 | Cumul des mandats    | 21 juin 2010    | Majorité présidentielle | L'Opposition régionale                                  | NC       |
| Remplaçant     | Nord          |  | Michel Plouy             | 16 |                      |                 | Majorité présidentielle | L'Opposition régionale                                  | UMP      |
| Démissionnaire | Nord          |  | Alain Bruneel            | 03 | Cumul des mandats    | 23 avril 2011   | Union de la gauche      | Communiste, Parti de Gauche et Unitaires                | FG (PCF) |
| Remplaçant     | Nord          |  | Christophe Di Pompeo     | 45 |                      |                 | Union de la gauche      | Socialiste, Citoyen et Radical                          | PS       |
| Démissionnaire | Nord          |  | Jean-Claude Dulieu       | 15 | Cumul des mandats    | 23 avril 2011   | Union de la gauche      | Communiste, Parti de Gauche et Unitaires                | FG (PCF) |
| Remplaçant     | Nord          |  | Marie-Laurence Davoine   | 46 |                      |                 | Union de la gauche      | Socialiste, Citoyen et Radical                          | PS       |
| Démissionnaire | Nord          |  | Joëlle Cottenye-Fastier  | 13 | Cumul des mandats    | 23 avril 2011   | Majorité présidentielle | L'Opposition régionale                                  | NC       |
| Remplaçant     | Nord          |  | Brigitte Mauroy          | 17 |                      |                 | Majorité présidentielle | L'Opposition régionale                                  | LGM      |
| Démissionnaire | Nord          |  | Delphine Bataille        | 06 | Cumul des mandats    | 26 octobre 2011 | Union de la gauche      | Socialiste, Citoyen et Radical                          | PS       |
| Remplaçant     | Nord          |  | Dany Wallyn              | 47 |                      |                 | Union de la gauche      | Communiste, Parti de Gauche et Unitaires                | FG (PCF) |
| Démissionnaire | Nord          |  | Dominique Bailly         | 09 | Cumul des mandats    | 26 octobre 2011 | Union de la gauche      | Socialiste, Citoyen et Radical                          | PS       |
| Remplaçant     | Nord          |  | Virginie Drapier         | 48 |                      |                 | Union de la gauche      | Europe Écologie - Les Verts                             | EELV     |
| Démissionnaire | Nord          |  | René Vandierendonck      | 23 | Cumul des mandats    | 26 octobre 2011 | Union de la gauche      | Socialiste, Citoyen et Radical                          | PS       |
| Remplaçant     | Nord          |  | Frédéric Chéreau         | 49 |                      |                 | Union de la gauche      | Socialiste, Citoyen et Radical                          | PS       |
| Démissionnaire | Pas-de-Calais |  | Natacha Bouchart         | 02 | Cumul des mandats    | 26 octobre 2011 | Majorité présidentielle | L'Opposition régionale                                  | UMP      |
| Remplaçant     | Pas-de-Calais |  | Paulette Juilien-Peuvion | 08 |                      |                 | Majorité présidentielle | L'Opposition régionale                                  | NC       |
| Démissionnaire | Nord          |  | Gérald Darmanin          | 12 | Cumul des mandats    | 26 octobre 2011 | Majorité présidentielle | L'Opposition régionale                                  | UMP      |
| Remplaçant     | Nord          |  | Mohamed Abdelatif        | 18 |                      |                 | Majorité présidentielle | Socialiste, Citoyen et Radical                          | MoDem    |
| Démissionnaire | Nord          |  | Laurent Degallaix        | 14 | Cumul des mandats    | 30 juillet 2014 | Majorité présidentielle | L'Opposition régionale                                  | UDI      |
| Remplaçant     | Nord          |  | Monique Huon             | 19 |                      |                 | Majorité présidentielle | L'Opposition régionale                                  | CPNT     |

### Changements de parti politique et conséquences régionales
| Département   |  | Nom                   | Ancien Groupe                                           | Parti    |  | Nouveau groupe                           | Nouveau parti |
| ------------- |  | --------------------- | ------------------------------------------------------- | -------- |  | ---------------------------------------- | ------------- |
| Nord          |  | Paul Lamoitier        | Front national-Rassemblement pour le Nord-Pas-de-Calais | FN       |  | Non Inscrits                             | EXD           |
| Pas-de-Calais |  | Jean-Marc Maurice     | Front national-Rassemblement pour le Nord-Pas-de-Calais | FN       |  | Non Inscrits                             | EXD           |
| Nord          |  | Marie-Claude Marchand | Socialiste, Citoyen et Radical                          | PS       |  | Communiste, Parti de Gauche et Unitaires | FG (DVG)      |
| Nord          |  | Marielle Cuvelier     | Communiste, Parti de Gauche et Unitaires                | FG (PCF) |  | Europe Écologie - Les Verts              | EELV          |
| Nord          |  | Rachida Sahraoui      | Socialiste, Citoyen et Unitaires                        | PRG      |  | L'Opposition régionale                   | UDI (PR)      |
| Nord          |  | Michel Autès          | Communiste, Parti de Gauche et Unitaires                | FG (DVG) |  | La Gauche maintenant !                   | DVG           |
| Nord          |  | Sylvain Estager       | Europe Écologie - Les Verts                             | EELV     |  | La Gauche maintenant !                   | DVG           |
| Nord          |  | Marie-Claude Marchand | Communiste, Parti de Gauche et Unitaires                | FG (DVG) |  | La Gauche maintenant !                   | DVG           |
| Nord          |  | Laurent Matejko       | Communiste, Parti de Gauche et Unitaires                | FG (PG)  |  | La Gauche maintenant !                   | FG (PG)       |
| Nord          |  | Michaël Moglia        | Socialiste, Citoyen et Unitaires                        | PS       |  | La Gauche maintenant !                   | DVG           |
| Pas-de-Calais |  | Laurence Sauvage      | Communiste, Parti de Gauche et Unitaires                | FG (PG)  |  | La Gauche maintenant !                   | FG (PG)       |

### Changements de parti politique
| Élu                      |  | Ancien Parti |  | Nouveau Parti |
| ------------------------ |  | ------------ |  | ------------- |
| Yves Coupé               |  | NC           |  | UDI           |
| François Decoster        |  | NC           |  | UDI           |
| Laurent Degallaix        |  | PR           |  | UDI           |
| Paulette Juilien-Peuvion |  | NC           |  | UDI           |
| Brigitte Mauroy          |  | LGM          |  | UDI           |
| Rachida Sahraoui         |  | PR           |  | UDI           |
| Anne-Sophie Taszarek     |  | DVD          |  | UDI           |

### Répartition actuelle des sièges
| Parti | Parti                                                   | Nombre de sièges | %     |
| ----- | ------------------------------------------------------- | ---------------- | ----- |
|       | Parti Socialiste                                        | 32               | 28,32 |
|       | Mouvement Républicain et Citoyen                        | 3                | 2,65  |
|       | Divers Gauche                                           | 3                | 2,65  |
|       | Parti Radical de Gauche                                 | 2                | 1,77  |
|       | Mouvement Démocrate                                     | 1                | 0,88  |
|       | Socialiste, Citoyen, Radical et Apparentés              | 41               | 36,28 |
|       | Europe Écologie - Les Verts                             | 14               | 12,39 |
|       | Mouvement Écologiste Indépendant                        | 2                | 1,77  |
|       | Europe Écologie - Les Verts                             | 16               | 14,16 |
|       | Parti Communiste Français                               | 10               | 8,84  |
|       | Gauche Unitaire                                         | 1                | 0,88  |
|       | Front de Gauche, Communiste et Unitaire                 | 11               | 9,73  |
|       | Divers Gauche                                           | 4                | 3,54  |
|       | Parti de Gauche                                         | 2                | 1,77  |
|       | La Gauche Sociale et Ecologiste                         | 6                | 5,31  |
|       | Union pour un Mouvement Populaire                       | 15               | 13,27 |
|       | Union des Démocrates et Indépendants                    | 6                | 5,31  |
|       | Chasse, pêche, nature et traditions                     | 1                | 0,88  |
|       | L'Opposition régionale                                  | 22               | 19,47 |
|       | Front national                                          | 16               | 14,16 |
|       | Front national-Rassemblement pour le Nord-Pas-de-Calais | 16               | 14,16 |
|       | Extrême Droite                                          | 2                | 1,77  |
|       | Non Inscrits                                            | 2                | 1,77  |